# Рошія (Сібіу)
Рошія (рум. Roșia) — село у повіті Сібіу в Румунії. Адміністративний центр комуни Рошія.
Село розташоване на відстані 207 км на північний захід від Бухареста, 13 км на схід від Сібіу, 120 км на південний схід від Клуж-Напоки, 102 км на захід від Брашова.

## Населення
За даними перепису населення 2002 року у селі проживали 1388 осіб.
Національний склад населення села:
| Національність | Кількість осіб | Відсоток |
| -------------- | -------------- | -------- |
| румуни         | 1375           | 99,1%    |
| німці          | 11             | 0,8%     |

Рідною мовою назвали:
| Мова      | Кількість осіб | Відсоток |
| --------- | -------------- | -------- |
| румунська | 1378           | 99,3%    |
| німецька  | 10             | 0,7%     |